# Aad de Graaf
Arie "Aad" de Graaf (22 de outubro de 1939 — 21 de julho de 1995) foi um ciclista de pista holandês, ativo entre 1959 e 1966.
Conquistou títulos nacionais de sprint em 1960–1962 e terminou em segundo em 1959 e 1963–1965. Competiu na prova de velocidade nos Jogos Olímpicos de 1960 e 1964, mas não conseguiu chegar às finais; em 1964 ele terminou em quarto na prova tandem.